# Rodrigo de Oliveira Donado
Rodrigo de Oliveira Donado (Montevideo, 20 dicembre 1994) è un calciatore uruguaiano, attaccante dello Juticalpa.

## Caratteristiche tecniche
È un centravanti.

## Carriera
Cresciuto nel settore giovanile del Danubio, ha esordito in prima squadra il 3 novembre 2012 disputando l'incontro di Primera División Profesional pareggiato 2-2 contro il Racing Montevideo.